# 佛肚苣苔属
佛肚苣苔属（学名：Briggsia），又稱粗筒苣苔屬，是苦苣苔科下的一个属，为无茎草本植物。该属共有20种以上，分布于缅甸和中国。

## 下属物种
本属包括以下物种：
- 大明山粗筒苣苔 Briggsia damingshanensis L. Wu & B. Pan[2]
- Briggsia hastingsi Craig & Randall, 2009